# Percy Jackson et les Dieux grecs
Percy Jackson et les Dieux grecs (titre original : Percy Jackson's Greek Gods) est un recueil de nouvelles écrites par Rick Riordan, paru en langue originale le 7 août 2014 puis traduit et publié en France le 1er octobre 2014. Ce livre fait partie de la série Percy Jackson, parfois considéré comme le sixième tome, même s'il ne correspond pas à la suite des aventures narrées dans les six tomes.

## Résumé
Percy Jackson, un New-Yorkais qui est en réalité le fils de Poséidon, nous raconte :
"Quand un éditeur new-yorkais m'a demandé d'écrire un livre sur les dieux grecs, je lui ai d'abord répondu : "Ce serait possible de le publier anonymement ? Sinon les Olympiens seront furieux contre moi..." Mais si mon témoignage peut vous aider à sauver votre peau face à un dieu grec, j'accepte de courir ce risque. Tout ce que j'espère en retour, c'est votre reconnaissance éternelle !".
Percy explique la mythologie grecque, en commençant par la création de l'univers. Il décrit ensuite toutes les divinités olympiennes et quelques autres dieux du panthéon grec ancien.